# Haliclona parietalis
Haliclona parietalis är en svampdjursart som först beskrevs av Topsent 1893.  Haliclona parietalis ingår i släktet Haliclona och familjen Chalinidae. Inga underarter finns listade i Catalogue of Life.